# Élections municipales françaises de 1977
 (décembre 2019).
Les élections municipales françaises de 1977 ont lieu les 13 et 20 mars.

## Résultats
Le taux de participation est le plus élevé de l'histoire de la Cinquième République, avec 78,9 %.
Malgré le succès de Jacques Chirac à Paris, les élections consacrent une large victoire de l'Union de la gauche dans l'ensemble du pays. Le Monde parle de « raz-de-marée », qui semble plébisciter la stratégie d'union des partis socialiste et communiste. Le total des voix de gauche s'élève à 50,8 %, ce qui constitue un succès historique. La majorité, elle, s'effondre à 41,9 % des voix en moyenne. De nombreuses voix de la majorité sortante se sont portées sur les listes écologistes et sur les listes de Michel Jobert. Les écologistes, qui présentent près de 1 200 candidats, obtiennent ainsi 10 % des voix à Paris, 10,5 % des voix à Strasbourg, et 20 % à Mulhouse. Celles de Michel Jobert qui ne se situaient ni à gauche, ni à droite mais « ailleurs » obtiennent 13 % des voix au Mans, 12 % à Nantes et 8 % à Saint-Étienne. Au sein de la majorité même, Valéry Giscard d'Estaing apparait comme le principal perdant, ayant perdu les élections municipales face à la gauche et la mairie de Paris face à Jacques Chirac. Le RPR s'en tire un peu mieux, remportant Quimper au premier tour des municipales. Sur les 221 communes de plus de 30 000 habitants, 155 reviennent à la gauche (dont 72 au PCF et 81 au PS), qui avait déjà connu un succès important (+194 cantons) aux élections cantonales de 1976. Cette victoire profitant au sein de la gauche d'abord au PS, les tensions se renforcent entre lui et le PCF qui rompt l'accord d'Union de la gauche ; la droite remporte les élections législatives de 1978.

### Victoires significatives de mairies qui ont basculé à gauche
Gains pour la gauche dans les villes de plus de 30 000 habitants :

#### Victoires PS au1ertour
- Sur le RPR : Castres, Le Creusot, Pessac, Valence
- Sur les RI : Angers, Brest, La Roche-sur-Yon
- Sur le CDS : Cherbourg, Dreux, Épinal, Roanne, Schiltigheim
- Sur le CNI : Aurillac, Villeneuve-d'Ascq
- Sur le Parti radical : Meaux
- Sur les Divers droite : Beauvais, Chartres, Conflans-Sainte-Honorine, Mantes-la-Jolie, Romans, Saint-Herblain, Saint-Priest, Villefranche-sur-Saône.

#### Victoires PCF au1ertour
- Sur le RPR : Reims, Saint-Quentin
- Sur le CDS : Châlons-sur-Marne
- Sur les Divers droite : Athis-Mons, Houilles, Tarbes, Villeneuve-Saint-Georges
- Sur le PS : Sevran
- Sur ex-PS : La Ciotat

#### Victoires PS au2etour
- Sur le RPR : Chambéry, Hyères, Poitiers, Tourcoing
- Sur les RI : Montpellier
- Sur le CDS : Albi, Bourg-en-Bresse, Rennes
- Sur les indépendants, les centre républicain et divers droites : Saint-Chamond, Nantes, Alençon, Saint-Malo, Villeurbanne, Belfort, Mâcon
- Sur les sans étiquette : Angoulême

#### Victoires PCF au2etour
- Sur le RPR : Bourges, Chelles, Poissy, Gagny
- Sur les RI : Grasse
- Sur le CDS : Le Mans, Thionville
- Sur le Parti radical : Béziers, Saint-Étienne
- Sur le PS : Montluçon, Évreux (liste socialiste du sortant est éliminée au premier tour et le PCF obtient la victoire face à une liste modérée au second tour).

#### Autres particularités
- Triel-sur-Seine (Yvelines) devient la première ville gagnée par une liste écologiste[2]

### Résultats pour laMairie de Paris
Pour la première fois depuis la Révolution française des élections municipales visant à choisir le maire de Paris ont eu lieu. Les élections antérieures — si on laisse de côté les élections municipales du 26 mars 1871 à Paris ayant instauré le Conseil de la Commune — étaient limitées aux conseillers de Paris, le maire et les maires d'arrondissement étant nommés.
Quelques mois après sa démission du gouvernement, l'ancien Premier ministre Jacques Chirac se présente pour le RPR, notamment face au candidat des Républicains indépendants Michel d'Ornano (proche du Président Giscard).
Au premier tour, les listes d'Union de la gauche conduites par le communiste Henri Fiszbin obtiennent 32,1 % des suffrages exprimés, contre 26,2 % aux listes Chirac, 22 % à d'Ornano et 10,1 % aux écologistes.
Au second tour, les listes Chirac remportent 50 sièges du nouveau Conseil municipal (plus 4 sièges déjà remportés au premier tour), 40 pour les listes de l'Union de la gauche et 15 à d'Ornano.

#### Principaux candidats
- Liste Paris aux travailleurs (extrême gauche)
- Henri Fiszbin, liste d'union de la gauche avec le Parti communiste français, le Parti socialiste et le Mouvement radical de gauche
- Liste Paris-Écologie (écologistes)
- Michel Jobert, liste (Mouvement des démocrates (MDD)
- Sans étiquette
- Michel d'Ornano, liste Protection pour Paris: Républicains indépendants (RI) - Centre des démocrates sociaux (CDS)
- Jacques Chirac, liste néo-gaulliste Union pour Paris Rassemblement pour la République (RPR)
- Divers de droite
- Jean-Marie Le Pen, liste Paris aux Parisiens d'extrême droite (Front national)
- Liste Action royaliste (royalistes).

## L'élection dans les grandes villes

### Agen
Maire sortant : Pierre Esquirol (RAD) 1971-1977
Résultats
- Premier tour

|                         | Liste      | Nombre de voix | Résultats |           |
| ----------------------- | ---------- | -------------- | --------- | --------- |
| Gilbert Venaud          | PCF        | 2 517          | 16,18 %   | Retiré    |
| Christian Laurissergues | PS         | 4 170          | 26,82 %   | Ballotage |
| Pierre Esquirol         | PRV-CDS-RI | 6 225          | 40,03 %   | Ballotage |
| Jacques Aulong          | RPR        | 2 636          | 16,95 %   | Retiré    |

- Second tour

|                         | Liste      | Nombre de voix | Résultats |
| Christian Laurissergues | PS         |                | %         |
| Pierre Esquirol         | PRV-CDS-RI |                | %         |

### Aix-en-Provence
Maire sortant : Félix Ciccolini (PS) 1967-1977
Résultats
- Premier tour

|                 | Liste                                           | Nombre de voix | Résultats |           |
| Philippe Sevin  | “Pour l'Union de la gauche” (PCF-GAM)           | 9 442          | 24,20 %   | Retiré    |
| Félix Ciccolini | “Union Démocratique et Sociale” (PS-MRG-Divers) | 13 842         | 35,48 %   | Ballotage |
| Alain Joissains | PRV-RPR-RI-CDS                                  | 13 548         | 34,73 %   | Ballotage |
| Lucien Kalifa   | Rapatriés (DVD)                                 | 2 177          | 5,58 %    |           |

- Second tour

|                 | Liste                                           | Nombre de voix | Résultats | Sièges |
| Félix Ciccolini | “Union Démocratique et Sociale” (PS-MRG-Divers) | 19 791         | 50,93 %   | 37     |
| Alain Joissains | PRV-RPR-RI-CDS                                  | 19 063         | 49,07 %   | -      |

- L'Élection a été annulée par le Tribunal administratif de Marseille, conduisant à la tenue d'une élection partielle le 25 juin 1978. Alain Joissains conteste les résultats, le tribunal administratif, puis le Conseil d'État, prononcent et confirment l'annulation de cette dernière[3], provoquant de nouvelles élections, le 21 octobre 1979.

### Albi
Maire sortant : Laurent Mathieu (MRP/CDS) 1959-1977
Résultats
- Premier tour

|                 | Liste                             | Nombre de voix | Résultats |           |
| Michel Castel   | Union de la gauche (PS-PCF-MRG)   | 9 952          | 45,17 %   | Ballotage |
| Laurent Mathieu | Liste de la Majorité (CDS-RI-RPR) | 9 269          | 42,07 %   | Ballotage |
| Mons            | Divers de droite                  | 2 807          | 12,75 %   | Retiré    |

- Second tour

|                 | Liste                             | Nombre de voix | Résultats | Sièges                    |
| --------------- | --------------------------------- | -------------- | --------- | ------------------------- |
| Michel Castel   | Union de la gauche (PS-PCF-MRG)   |                | 52,6 %    | 33 (PS 13, PCF 11, MRG 9) |
| Laurent Mathieu | Liste de la Majorité (CDS-RI-RPR) |                | 47,3 %    |                           |

- Premier tour : Inscrits : 28410 Exprimés : 22028

### Amiens
- Maire sortant : René Lamps (PCF) 1971-1977

Résultats
- Premier tour

|                     | Liste                             | Nombre de voix | Résultats | Sièges                     |
| ------------------- | --------------------------------- | -------------- | --------- | -------------------------- |
| René Lamps          | Union de la gauche (PCF-PS)       | 32 925         | 56,19 %   | 41 (PCF 20, PS 11, DVG 10) |
| Desideri            | PSU                               | 2,360          | 4,02 %    |                            |
| Arnould             | Action locale (SE)                | 4 752          | 8,11 %    |                            |
| Jean-Claude Broutin | Liste de la Majorité (CDS-RI-RPR) | 18 557         | 31,67 %   |                            |

Inscrits : 77567 Exprimés : 58594

### Angoulême
Maire sortant : Roland Chiron (CNIP/UDF) 1970-1977
Résultats
- Premier tour

|                       | Liste                                  | Nombre de voix | Résultats |           |
| Louis Ferrand         | PCF                                    | 4 368          | 24,54 %   | Retiré    |
| Jean-Michel Boucheron | PS-MRG                                 | 4 877          | 27,40 %   | Ballotage |
| Helen Barreix         | MRG diss.                              | 1 186          | 6,66 %    |           |
| Roland Chiron         | Liste de la Majorité (CNIP-RPR-RI-CDS) | 7 363          | 41,37 %   | Ballotage |

- Second tour

|                       | Liste                                  | Nombre de voix | Résultats |
| Jean-Michel Boucheron | PS-MRG                                 |                | 52,97 %   |
| Roland Chiron         | Liste de la Majorité (CNIP-RPR-RI-CDS) |                | 47,02 %   |

### Annecy
Résultats
Inscrits : 27 597 - Exprimés : 17 597
- Premier tour

|             | Liste                           | Nombre de voix | Résultats |           |
| Goy         | Union de la gauche (PS-PCF-MRG) | 5 613          | 31,8 %    | Ballotage |
| André Fumex | CDS                             | 7 367          | 41,8 %    | Ballotage |
|             | DVD/RPR                         | 4 607          | 26,3 %    | Ballotage |

- Second tour

Inscrits : 27 597 - Exprimés : 18 030
|             | Liste                             | Nombre de voix | Résultats | Sièges |
| ----------- | --------------------------------- | -------------- | --------- | ------ |
| Goy         | Union de la gauche (PS-PCF - MRG) | 6 383          | 35,4 %    | -      |
| André Fumex | CDS                               | 8 602          | 47,7 %    | 35     |
|             | DVD/RPR                           | 3 045          | 16,8 %    | -      |

### Arles
Maire sortant : Jacques Perrot (PCF) 1971-1983
Résultats
- Premier tour

|                  | Liste                             | Nombre de voix | Résultats | Sièges                        |
| ---------------- | --------------------------------- | -------------- | --------- | ----------------------------- |
| Jacques Perrot   | Union de la gauche (PCF-PS-MRG)   | 13 706         | 54,00 %   | 35 (PCF 18,PS 13,DVG 3,MRG 1) |
| Michel Van Migom | Liste de la Majorité (CDS-RI-RPR) | 11 673         | 45,99 %   |                               |

### Asnières-sur-Seine
Maire sortant : Michel Maurice-Bokanowski (UDR/RPR) 1959-1977
Résultats
- Premier tour

|                           | Liste                             | Résultats |
| Claude Denis              | Union de la gauche (PCF-PS-MRG)   | 44,23 %   |
| Michel Maurice-Bokanowski | Union de la Majorité (RPR-CDS-RI) | 55,76 %   |

### Aubervilliers
- Maire sortant : André Karman (PCF)
- Maire élu : André Karman (PCF)

| Tête de liste Étiquette politique (partis et alliances) | Tête de liste Étiquette politique (partis et alliances)  | Premier tour | Premier tour | Sièges |  |
| Tête de liste Étiquette politique (partis et alliances) | Tête de liste Étiquette politique (partis et alliances)  | Voix         | %            | Sièges |  |
| ------------------------------------------------------- | -------------------------------------------------------- | ------------ | ------------ | ------ |  |
|                                                         | André Karman sortant Parti communiste français (PS)      | 14 804       | 71,74        | NC     |  |
|                                                         | Louis Mignot Rassemblement pour la République (RI - CDS) | 4 445        | 21,54        | NC     |  |
|                                                         | Roland Szpirko Extrême gauche                            | 1 386        | 6,72         | NC     |  |
|                                                         |                                                          |              |              |        |  |
| Inscrits                                                | Inscrits                                                 | 32 271       | 100,00       |        |  |
| Abstention                                              | Abstention                                               | 11 068       | 34,30        |        |  |
| Votants                                                 | Votants                                                  | 21 203       | 65,70        |        |  |
| Blancs et nuls                                          | Blancs et nuls                                           | 568          | 2,68         |        |  |
| Exprimés                                                | Exprimés                                                 | 20 635       | 97,32        |        |  |

### Auch
Maire sortant : Dours (Divers de droite) 1968-1977
Résultats
- Premier tour

|              | Liste                             | Résultats |
| Jean Laborde | Union de la gauche (PS-PCF-MRG)   | 51,14 %   |
|              | Divers                            | 2,27 %    |
| Jean Dours   | Liste de la Majorité (CDS-RI-RPR) | 46,58 %   |

### Aulnay-sous-Bois
Maire sortant : Robert Ballanger (PCF) 1971-1977
Résultats
- Premier tour

|               | Liste                             | Résultats |
| Pierre Thomas | Union de la gauche (PCF-PS)       | 61,4 %    |
|               | Liste de la Majorité (RPR-RI-CDS) | 38,5 %    |

### Auxerre
Maire sortant : Jean-Pierre Soisson (RI puis UDF-PR) 1971-1977
- Premier tour

|                     | Liste                             | Résultat |
|                     | PCF                               | 13,83 %  |
| Michel Bonhery      | PS-MRG                            | 32,98 %  |
| Jean-Pierre Soisson | Liste de la Majorité (RI-CDS-RPR) | 53,18 %  |

### Avignon
Maire sortant : Henri Duffaut (SFIO/PS) 1958-1977
Résultats
- Premier tour

|                  | Liste                           | Nombre de voix | Résultats | Sièges                          |
| Henri Duffaut    | Union de la gauche (PS-PCF-MRG) | 20 727         | 55,65 %   | 39 (PS 18, PC 12, DVG 6, MRG 3) |
| René Dubois      | CDS                             | 7 599          | 20,40 %   |                                 |
| Jean-Pierre Roux | Liste de la Majorité (RPR-RI)   | 8 917          | 23,94 %   |                                 |

- Premier tour : Inscrits : 51 682 - Exprimés : 37 243

### Beauvais
Maire sortant : Édouard Grospiron (RPR) 1972-1977
Résultats
- Premier tour

|                   | Liste                             | Résultats | Sièges                   |
| Walter Amsallem   | Union de la gauche (PS-PCF-MRG)   | 52,37 %   | 35 (PS 18, PC 12, MRG 5) |
| Édouard Grospiron | Liste de la Majorité (RPR-RI-CDS) | 47,62 %   |                          |

### Belfort
Maire sortant : Pierre Bonnef (RPR) 1974-1977
Résultats
- Premier tour

|               | Liste                             | Nombre de voix | Résultats |           |
| Émile Géhant  | Union de la gauche (PS-PCF-MRG)   | 9 853          | 48,14 %   | Ballotage |
| Tisserand     | ECO                               | 1 666          | %         |           |
| Pierre Bonnef | Liste de la Majorité (RPR-RI-CDS) | 7 635          | 37,30 %   | Ballotage |

- Second tour

|               | Liste                             | Nombre de voix | Résultats | Sièges |
| ------------- | --------------------------------- | -------------- | --------- | ------ |
| Émile Géhant  | Union de la gauche (PS-PCF-MRG)   |                | 58,11 %   | 35     |
| Pierre Bonnef | Liste de la Majorité (RPR-RI-CDS) |                | 41,88 %   |        |

- Premier tour : Inscrits : 28 102 - Exprimés : 20 464

### Besançon
Résultats
Maire sortant : Jean Minjoz (SFIO/PS) 1953-1977
- Premier tour

|                | Liste                             | Nombre de voix | Résultats |
| Robert Schwint | Union de la gauche (PS-PCF-MRG)   | 20 214         | 51,22 %   |
|                | Ecologistes                       | 2 426          | 6,15 %    |
| Jeanfaivre     | Liste de la Majorité (CDS-RI-RPR) | 16 823         | 42,63 %   |

- Premier tour : Inscrits : 58225 Exprimés : 39463

### Béziers
Maire sortant : Pierre Brousse 1967-1977 (Parti radical «valoisien»)
Résultats
- Premier tour

|                | Liste                       | Nombre de voix | Résultats |           |
| Paul Balmigère | Union de la gauche (PCF-PS) | 17 103         | 48,96 %   | Ballotage |
| Pierre Brousse | Parti radical-CDS-RI        | 12 646         | 36,20 %   | Ballotage |
| Guigues        | RPR                         | 5 177          | 14,82 %   |           |

- Second tour

|                | Liste                       | Nombre de voix | Résultats | Sièges |
| -------------- | --------------------------- | -------------- | --------- | ------ |
| Paul Balmigère | Union de la gauche (PCF-PS) | 21 053         | 55,52 %   | 33     |
| Pierre Brousse | Parti radical-CDS-RI        | 16 865         | 44,47 %   |        |

Maire: Paul Balmigère (PCF)

### Blois
Maire sortant : Pierre Sudreau (app. CDS) 1971-1977
Résultats
- Premier tour

|                | Liste                             | Résultats |
| Roger Leclerc  | PCF                               | 20,71 %   |
| Alain Rannou   | PS/MRG                            | 27,91 %   |
| Pierre Sudreau | Liste de la Majorité (CDS-RPR-RI) | 51,37 %   |

### Bobigny
Maire sortant : Georges Valbon (PCF) 1965-1977
Résultats
- Premier tour

|                | Liste                             | Résultats |
| Georges Valbon | Union de la gauche (PCF-PS)       | 70,47 %   |
| Trigona        | Liste de la Majorité (RPR-RI-CDS) | 29,52 %   |

### Bordeaux
Maire sortant : Jacques Chaban-Delmas (RPR) 1947-1977
Résultats
- Premier tour

|                       | Liste                             | Nombre de voix | Résultats |
| Vanderkam             | Extrême gauche                    | 3 836          | 4,42 %    |
| Roland Dumas          | Union de la gauche (PS-PCF-MRG)   | 30 290         | 34,90 %   |
| Adrien Junca          | « Bordeaux Renaissance » (DVD)    | 6 752          | 7,78 %    |
| Jacques Chaban-Delmas | Liste de la Majorité (RPR-RI-CDS) | 45 895         | 52,88 %   |

- Premier tour : Inscrits : 131 612 - Votants : 86 791 (67 %) - Exprimés : 98,4 %

### Boulogne-Billancourt
Maire sortant : Georges Gorse (RPR) 1971-1977
Résultats
- Premier tour

|               | Liste                           | Résultats |
| Aimé Halbeher | Union de la gauche (PCF-PS)     | 31,47 %   |
| Milhaud       | ECO                             | 11,50 %   |
| Georges Gorse | Union de l'opposition (RPR-UDF) | 57,02 %   |

### Bourges
- Maire sortant : Raymond Boisdé (RI) 1959-1977

Principaux candidats
- Liste Lutte ouvrière (LO)
- Jacques Rimbault, liste d'Union de la gauche : Parti communiste français (PCF) - Parti socialiste (PS) - Mouvement des radicaux de gauche (MRG)
- Raymond Boisdé, liste de centre droit “Bourges-Union” : Républicains indépendants (RI) - Centre des démocrates sociaux (CDS)
- Pierre Lebrun, liste “Bourges-Espoir” : Rassemblement pour la République (RPR) - Divers droite (DVD)

Résultats
Inscrits : 43293, Votants : 31625, Exprimés : 31013
- Premier tour

|                  | Liste                           | Nombre de voix | Résultats | Sièges    |
| ---------------- | ------------------------------- | -------------- | --------- | --------- |
|                  | LO                              | 1 478          | 4,76 %    |           |
| Jacques Rimbault | Union de la gauche (PCF-PS-DVG) | 14 246         | 45,93 %   | Ballotage |
| Raymond Boisdé   | “Bourges-Union” (RI-CDS)        | 7 792          | 25,12 %   | Ballotage |
| Pierre Lebrun    | “Bourges-Espoir” (RPR-DVD)      | 7 497          | 24,17 %   | Retiré    |

- Second tour

|                  | Liste                           | Nombre de voix | Résultats |                           |
| Jacques Rimbault | Union de la gauche (PCF-PS-DVG) |                | 55,91 %   | 37 (17 PCF, 14 PS, 6 DVG) |
| Raymond Boisdé   | “Bourges-Union” (RI-CDS)        |                | 44,08 %   | -                         |

### Brest
Maire sortant : Eugène Berest (RI) 1973-1977
Résultats
- Premier tour

|                 | Liste                               | Nombre de voix | Résultats |
| Francis Le Blé  | Union de la gauche (PS-PCF-MRG-UDB) | 33 133         | 50,04 %   |
| Georges Lombard | CDS                                 |                | 19,25 %   |
| Eugène Berest   | Liste de la Majorité (RI-RPR)       | 20 329         | 30,70 %   |

### Caen
Maire sortant : Jean-Marie Girault (RI) 1970-1977
- Premier tour

|                    | Liste                             | Nombre de voix | Résultats |
| Verney             | Extrême gauche                    | 3 559          | 7,70 %    |
| Louis Mexandeau    | Union de la gauche (PS-PCF-MRG)   | 17 262         | 37,34 %   |
| Jean-Marie Girault | Liste de la Majorité (RI-RPR-CDS) | 25 411         | 54,96 %   |

Inscrits : 67 570. Exprimés : 46 232

### Cahors
Maire sortant : Maurice Faure (MRG) 1965-1977
Résultats
- Premier tour

|               | Liste                             | Nombre de voix | Résultats |
| Maurice Faure | Union de la gauche (MRG-PS-PCF)   | 5 436          | 65,64 %   |
|               | IND                               | 321            | 3,88 %    |
| Gayet         | Liste de la Majorité (RPR-CDS-RI) | 2 524          | 30,47 %   |

### Cambrai
Maire sortant : Raymond Gernez (PS puis ex PS) 1945-1977
Résultats
- Premier tour

|                  | Liste                             | Nombre de voix | Résultats |
| Perrier          | Union de la gauche (PS-PCF)       | 8 789          | 45,73 %   |
| Jacques Legendre | Liste de la Majorité (RPR-RI-CDS) | 10 430         | 54,26 %   |

- Premier tour : Inscrits : 24454 Exprimés : 19219

### Carcassonne
- Maire sortant : Antoine Gayraud (PS) 1968-1977.

Résultats
- Premier tour

|                 | Liste                             | Nombre de voix | Résultats |           |
| Lamarain        | EXG                               | 1 178          | 6,01 %    |           |
| Antoine Gayraud | PS-PCF                            | 8 974          | 45,75 %   | Ballotage |
| Portes          | MRG                               | 2 299          | 11,72 %   |           |
| Raymond Chesa   | Liste de la Majorité (RPR-RI-CDS) | 7 161          | 36,51 %   | Ballotage |

- Second tour

|                 | Liste                             | Nombre de voix | Résultats | Sièges |
| Antoine Gayraud | PS-PCF                            |                | 54 %      | 33     |
| Raymond Chesa   | Liste de la Majorité (RPR-RI-CDS) |                | 46 %      |        |

### Châlons-sur-Marne
- Maire sortant : Jean Degraeve (UNR) 1965-1973 et Michel Menard (CD puis CDS) 1973-1977

Résultats
- Premier tour

|               | Liste                             | Résultats | Sièges |
| Jean Reyssier | Union de la gauche (PCF-PS)       | 58,01 %   | 35     |
| Michel Menard | Liste de la Majorité (CDS-RI-RPR) | 41,98 %   |        |

### Chambéry
Maire sortant : Pierre Dumas (UNR/UDR/RPR) 1959-1977
Résultats
- Premier tour

|              | Liste                             | Nombre de voix | Résultats |           |
| Francis Ampe | Union de la gauche (PS-PCF-MRG)   | 7 680          | 39,43 %   | Ballotage |
| Baud         | ECO                               | 3 798          | 19,50 %   |           |
| Pierre Dumas | Liste de la Majorité (RPR-RI-CDS) | 7 998          | 41,06 %   | Ballotage |

- Second tour

|              | Liste                             | Nombre de voix | Résultats | Sièges |
| ------------ | --------------------------------- | -------------- | --------- | ------ |
| Francis Ampe | Union de la gauche (PS-PCF-MRG)   |                | %         | 33     |
| Baud         | ECO                               |                | %         |        |
| Pierre Dumas | Liste de la Majorité (RPR-RI-CDS) |                | %         |        |

- Premier tour : Inscrits : 28102 Exprimés : 20464

### Chartres
Maire sortant : Jean Laillet (CDS) 1975-1977
Résultats
- Premier tour

|                 | Liste                                  | Résultats | Sièges |
| Georges Lemoine | Union de la gauche (PS-PCF-MRG)        | 50,55 %   | 35     |
| Vandenbogaerde  | DVD                                    | 12,74 %   |        |
| Laillet         | Liste de la Majorité (CDS/UDF-RI-RPR)) | 36,70 %   |        |

### Cherbourg
- Maire sortant : Jacques Hébert (UDR), maire de Cherbourg 1959-1977.

Principaux candidats
- Louis Darinot, liste d'Union de la gauche : Parti socialiste (PS) - Parti communiste français (PCF) - Mouvement des radicaux de gauche (MRG)
- Charles Dumoncel, liste de centre droit : Union pour la démocratie française (UDF/CDS) - Rassemblement pour la République (RPR)

Résultats
- Premier tour

|                  | Liste                              | Nombre de voix | Résultats |    |
| Louis Darinot    | Union de la gauche (PS-PCF-MRG)    | 7,145          | 55,76 %   | 31 |
| Charles Dumoncel | Liste de la Majorité (CDS/UDF-RPR) | 5,569          | 44,23 %   | -  |

### Clermont-Ferrand
Maire sortant : Roger Quilliot (PS) 1973-1977
Résultats
- Premier tour

|                 | Liste                               | Nombre de voix | Résultats |
| Rolland Simonet | Extrême gauche                      | 3 099          | 5,57 %    |
| Roger Quilliot  | Union de la gauche (PS-PCF-PRG-PSU) | 33 612         | 60,51 %   |
| M. Canque       | Liste de la Majorité (RI-RPR-CDS)   | 18 834         | 33,90 %   |

- Inscrits : 74 979  - Exprimés : 55 545

### Colombes
Maire sortant : Dominique Frelaut (PCF) 1965-1977
Résultats
- Premier tour

|                   | Liste                             | Nombre de voix | Résultats | Sièges                             |
| ----------------- | --------------------------------- | -------------- | --------- | ---------------------------------- |
| Dominique Frelaut | Union de la gauche (PCF-PS-MRG)   | 20 878         | 63,76 %   | 39 (PC 21, PS 10, DVG 6, Ext G. 2) |
| Alain Aubert      | Liste de la Majorité (RPR/CDS/RI) |                | %         |                                    |

### Créteil
Maire sortant : Pierre Billotte (UDT puis MSP) 1965-1977
Résultats
- Premier tour

|                 | Liste          | Résultats |           |
| Michel Germa    | PCF            | 26,71 %   | Retiré    |
| Laurent Cathala | PS-MRG         | 29,57 %   | Ballotage |
| René Renaud     | DVD            | 11,78 %   |           |
| Pierre Billotte | MSP-RPR-CDS-RI | 31,93 %   | Ballotage |

- Second tour

|                 | Liste          | Résultats | Sièges |
| Laurent Cathala | PS-MRG         | 50,80 %   | 37     |
| Pierre Billotte | MSP-RPR-CDS-RI | 49,20 %   |        |

### Dijon
Maire sortant : Robert Poujade (RPR) 1971-1983
- Premier tour

|                | Liste                                                    | Nombre de voix | Résultat |
| Fruthiol       | EXG                                                      | 2 566          | 5 %      |
| Pierre Palau   | Union de la gauche (PS/PCF/MRG)                          | 19 648         | 38,33 %  |
| Hazard         | DVD                                                      | 2 389          | 4,66 %   |
| Robert Poujade | «Dijon, notre ville» - Liste de la Majorité (RPR/CDS/RI) | 26 655         | 52,00 %  |

Inscrits : 79 137 - Exprimés : 51 258

### Douai
- Maire sortant : Charles Fenain (PSD) 1965-1977

Résultats
- Premier tour

|                | Liste                                 | Nombre de voix | Résultats |
| Georges Hage   | Union de la gauche (PCF-PS)           | 8 079          | 40,37 %   |
| Charles Fenain | Liste de la Majorité (PSD-RPR-CDS-RI) | 11 931         | 59,62 %   |

- Premier tour : Inscrits : 24 998 - Exprimés : 20 010

### Drancy
Maire sortant : Maurice Nilès (PCF) 1959-1977
Résultats
- Premier tour

|               | Liste                             | Nombre de voix | Résultats |
| Maurice Nilès | Union de la gauche (PCF-PS)       | 19 951         | 79,44 %   |
| Perriniaux    | Liste de la Majorité (RPR-CDS-RI) | 5 163          | 20,55 %   |

### Dunkerque
Maire sortant : Claude Prouvoyeur (CNI puis RPR) 1965-1977
Résultats
- Premier tour

|                   | Liste                             | Nombre de voix | Résultats |
| J. Baudelle       | ECO                               | 2 401          | 6,75 %    |
| Roger Fairies     | Union de la gauche (PS/PCF/MRG)   | 14 542         | 40,89%    |
| Claude Prouvoyeur | Liste de la Majorité (RPR-CDS-RI) | 18 616         | 52,35 %   |

- Premier tour : Inscrits : 49 588 - Exprimés : 35 559

### Évreux
Maire sortant : Augustin Azémia (PS) 1971-1977
Résultats
- Premier tour

|                   | Liste                             | Nombre de voix | Résultats |           |
| Rolland Plaisance | PCF                               | 6 081          | 36,29 %   | Ballotage |
| Josset            | Ecologistes/Extrême gauche        |                | 9,49 %    |           |
| Augustin Azémia   | PS-MRG                            | 3 610          | 21,54 %   | Retiré    |
| Bernard Blois     | Liste de la Majorité (RPR-CDS-RI) | 5 472          | 32,66 %   | Ballotage |

- Second tour

|                   | Liste                             | Nombre de voix | Résultats | Sièges |
| ----------------- | --------------------------------- | -------------- | --------- | ------ |
| Rolland Plaisance | PCF                               |                | %         |        |
| Bernard Blois     | Liste de la Majorité (RPR-CDS-RI) |                | %         |        |

### Foix
Maire sortant : Olivier Carol (PS) 1965-1977
Résultats
- Premier tour

|               | Liste                             | Résultats |
| Olivier Carol | Union de la gauche (PS-PCF-MRG)   | 70,89 %   |
| Albert        | Liste de la Majorité (RPR-CDS-RI) | 28,46 %   |

### Grenoble
- Maire sortant : Hubert Dubedout (Parti socialiste/GAM), maire de Grenoble 1965-1977

Résultats
- Premier tour

|                      | Liste                                                     | Nombre de voix | Résultats |           |
| Hubert Dubedout      | Union de la gauche (PS-PCF-MRG)                           | 27 223         | 49,19 %   | Ballotage |
| Denise Andrevon      | « Grenoble Écologie »                                     | 5 054          | 9,13 %    |           |
| Jean Rouge           | « Grenoble bon sens » (Divers droite)                     | 2 534          | 4,59 %    |           |
| Jean-Charles Pariaud | « Union pour Grenoble » Liste de la Majorité (RPR-CDS-RI) | 20 523         | 37,08 %   | Ballotage |

- Second tour

|                      | Liste                                                   | Nombre de voix | Résultats | Sièges                          |
| Hubert Dubedout      | Union de la gauche (PS-PCF-MRG)                         |                | %         | 43 (PS 22, PC 16, DVG 3, MRG 2) |
| Jean-Charles Pariaud | «Union pour Grenoble» Liste de la Majorité (RPR-CDS-RI) |                | %         |                                 |

- Premier tour : Inscrits : 84001. Exprimés : 55334

### Laon
Maire sortant : Guy Sabatier (UNR puis RPR ) 1965-1977
Résultats
- Premier tour

|               | Liste                             | Résultats | Sièges           |
| Robert Aumont | Union de la gauche (PS-PCF)       | 54,07 %   | 27 (PS 18, PC 9) |
| Guy Sabatier  | Liste de la Majorité (RPR-CDS-RI) | 45,92 %   |                  |

### La Rochelle
Maire sortant : Michel Crépeau (Parti Radical/MRG) 1971-1977
Résultats
- Premier tour

|                   | Liste                             | Résultats |         |
| Michel Crépeau    | Union de la gauche (MRG-PS-PCF)   | 20 499    | 66,15 % |
| De Saint-Affrique | Liste de la Majorité (RPR-CDS-RI) | 10 485    | 33,84 % |

### La Roche-sur-Yon
Maire sortant : Paul Caillaud (RI ) 1961-1977
Résultats
- Premier tour

|                  | Liste                               | Résultats | Sièges                          |
| Jacques Auxiette | Union de la gauche (PS-PCF-PSU-MRG) | 51,93 %   | 33 (PS 15, PC 10, PSU 6, MRG 2) |
| Paul Caillaud    | Liste de la Majorité (RI-RPR-CDS)   | 48,06 %   |                                 |

### Le Creusot
Maire sortant : Henri Lacagne (UNR/UDR) 1966-1977
- Premier tour

|                | Liste                                              | Résultats |
| Camille Dufour | Union de la gauche (PS-PCF-PSU)                    | 51,3 %    |
|                | “Creusot d'abord” (RI-CDS-Parti Radical Valoisien) | 21,6 %    |
|                | “Expérience et dynamisme” (RPR)                    | 26,9 %    |

- Élection annulée par le Tribunal administratif de Dijon et nouvelle élection le 25 juin 1978.
- Élection municipale partielle Le Creusot 1978

### Le Havre
Principaux candidats
- André Duroméa, liste “d’Union de la gauche”: Parti communiste français (PCF) - Parti socialiste (PS) - Mouvement Radical de Gauche (MRG) - Parti socialiste unifié (PSU)
- Antoine Rufenacht, liste de la Majorité: Rassemblement pour la République (RPR) - Centre des démocrates sociaux (CDS)- Républicains indépendants (RI)

Résultats
- Premier tour

Inscrits : 129268. Exprimés : 102327
|                   | Liste                                 | Nombre de voix | Résultats                               |
| André Duroméa     | PCF - Union de la gauche (PS-PSU-MRG) | 60,87 %        | 45 (PCF 26, PS 13, MRG 3, PSU 2, DVG 1) |
| Antoine Rufenacht | Liste de la Majorité (RPR-RI-CDS)     | 39,12 %        |                                         |

### Le Mans
Maire sortant : Jacques Maury (MRP/CDS) 1965-1977
Principaux candidats
Résultats
- Premier tour

|               | Liste                             | Nombre de voix | Résultats |           |
| Robert Jarry  | Union de la gauche (PCF-PS-MRG)   | 32 847         | 48,09 %   | Ballotage |
| M. Pouille    | Union Écologistes-MDD             | 8 853          | 12,87 %   | Retiré    |
| Jacques Maury | Liste de la Majorité (CDS/RI-RPR) | 26 593         | 38,93 %   | Ballotage |

- Second tour

|               | Liste                               | Nombre de voix | Résultats | Sièges |
| ------------- | ----------------------------------- | -------------- | --------- | ------ |
| Robert Jarry  | Union de la gauche (PCF-PS-MRG)     |                | 54,05 %   | 45     |
| Jacques Maury | Liste de la Majorité (CDS/RI - RPR) |                | 45,95 %   |        |

- Premier tour : Inscrits : 92 248 - Exprimés : 68 293.

### Lens
- Maire sortant : André Delelis (PS) 1966-1983

Résultats
- Premier tour

|                  | Liste                             | Résultats | Sièges |
| Régine Scaps     | PCF                               | 20,87 %   |        |
| André Delelis    | PS                                | 68,11 %   | 33     |
| Jean Delvincourt | Liste de la Majorité (RI-CDS-RPR) | 11,01 %   |        |

Inscrits : 26808 Exprimés : 20825

### Lille
Maire sortant : Pierre Mauroy (PS) 1973-1977
- Premier tour

|                  | Liste                             | Résultats |           |
| Dominique Wailly | Extrême gauche                    | 6,37 %    |           |
| Pierre Mauroy    | PS - Union de la gauche (PCF/MRG) | 45,55 %   | Ballotage |
| Lefebvre         | "Lille Écologie" (Ecologistes)    | 6,48 %    |           |
| Norbert Segard   | Liste de la Majorité (RPR/RI/CDS) | 41,58 %   | Ballotage |

- Second tour

|                | Résultat                          |      |
| Pierre Mauroy  | PS - Union de la gauche (PCF/MRG) | 56 % |
| Norbert Segard | Liste de la Majorité (RPR/RI/CDS) | 43 % |

### Limoges
Maire sortant : Louis Longequeue (PS) 1956-1977
- Premier tour

|                  | Liste                             | Nombre de voix | Résultats | Sièges                          |
| M. Celer         | PSU-ÉCO                           | 4 354          | 6,64 %    |                                 |
| Louis Longequeue | Union de la gauche (PS-PCF)       | 40 613         | 62,00 %   | 41 (PS : 22, PCF : 12, DVG : 7) |
| Alain Serieyx    | Liste de la Majorité (RI-RPR-CDS) | 20 537         | 31,35 %   |                                 |

### Lons-le-Saunier
- Maire sortant : René Feït (RI) 1965-1977

Résultats
- Premier tour

|             | Liste                             | Nombre de voix | Résultats | Sièges    |
| ----------- | --------------------------------- | -------------- | --------- | --------- |
| Henri Auger | Union de la gauche (PCF-PS)       | 3 262          | 37,52 %   | Ballotage |
| Amyon       | DVG                               | 347            | 3,99 %    |           |
| Ballet      | Ecologistes                       | 245            | 2,81 %    |           |
| Welter      | “Action Locale”                   | 1 454          | 16,72 %   |           |
| René Feït   | Liste de la Majorité (RI/CDS-RPR) | 3 193          | 36,72 %   | Ballotage |

- Second tour

|             | Liste                             | Nombre de voix | Résultats |    |
| Henri Auger | Union de la gauche (PCF-PS)       |                | %         | 33 |
| René Feït   | Liste de la Majorité (RI/CDS-RPR) |                | %         |    |

### Lorient
Maire sortant : Jean Lagarde (PS) 1973-1977
- Premier tour

|              | Liste                             | Nombre de voix | Résultats | Sièges                          |
| Jean Lagarde | Union de la gauche (PS-PCF-UDB)   | 17 981         | 59,64 %   | 37 (PS 21, PC 13, UDB 3, DVG 1) |
| Croizer      | Liste de la Majorité (RPR-RI-CDS) | 12 167         | 40,35 %   |                                 |

Inscrits : 42671 Exprimés : 30148

### Mâcon
Maire sortant : Louis Escande (Divers de droite) 1953-1977
Résultats
- Premier tour

|                        | Liste                             | Nombre de voix | Résultats |           |
| Michel Antoine Rognard | Union de la gauche (PS-PCF-MRG)   | 6 825          | 49,62 %   | Ballotage |
| Lapras                 | Divers de droite                  | 3 300          | 23,99 %   | Retiré    |
| Louis Escande          | Liste de la Majorité (RPR-RI-CDS) | 3 627          | 26,37 %   | Ballotage |

- Second tour

|                        | Liste                             | Nombre de voix | Résultats | Sièges                    |
| ---------------------- | --------------------------------- | -------------- | --------- | ------------------------- |
| Michel Antoine Rognard | Union de la gauche (PS-PCF-MRG)   |                | %         | 31 (PS 19, PCF 11, MRG 1) |
| Louis Escande          | Liste de la Majorité (RPR-RI-CDS) |                | %         |                           |

### Metz
Maire sortant : Jean-Marie Rausch (Centriste/CDS) 1971-1977
Résultats
- Premier tour

|                   | Liste                             | Nombre de voix | Résultats |           |
| Jean Laurain      | Union de la gauche (PS-PCF-MRG)   | 15 573         | 38,26 %   | Ballotage |
| Jean-Marie Rausch | Liste de la Majorité (CDS-RI-RPR) | 17 578         | 43,18 %   | Ballotage |
| Baudoin           | Divers de droite                  | 7 551          | 18,55 %   | Retiré    |

- Second tour

|                   | Liste                             | Nombre de voix | Résultats |
| Jean Laurain      | Union de la gauche (PS-PCF-MRG)   |                | %         |
| Jean-Marie Rausch | Liste de la Majorité (CDS-RI-RPR) |                | %         |

### Montauban
- Maire sortant : Louis Delmas (PS) 1965-1977

Résultats
- Premier tour

|               | Liste                             | Nombre de voix | Résultats | Sièges                   |
| André Cerciat | Extrême gauche                    | 1 183          | 5,46 %    |                          |
| Louis Delmas  | Union de la gauche (PS-PCF-MRG)   | 13 109         | 60,58 %   | 33 (PS 14, PC 10, MRG 9) |
| José Conquet  | Liste de la Majorité (CDS-RPR-RI) | 7 345          | 33,94 %   |                          |

Inscrits  : 28349. Exprimés : 21637

### Montluçon
- Maire sortant : Maurice Brun (PSD, diss. PS) 1972-1977

| Liste Parti politique | Liste Parti politique                                                                               | Tête de liste        | Premier tour | Premier tour | Sièges |
| Liste Parti politique | Liste Parti politique                                                                               | Tête de liste        | Voix         | %            | Sièges |
| --------------------- | --------------------------------------------------------------------------------------------------- | -------------------- | ------------ | ------------ | ------ |
|                       | Union de la gauche pour vivre mieux à Montluçon Parti communiste français (PS)                      | Pierre Goldberg      | 15 194       | 53,28 %      | 35     |
|                       | Union républicaine et socialiste pour l'avenir de Montluçon Parti social-démocrate (RI - CDS - RPR) | Maurice Brun sortant | 13 319       | 46,71 %      | NC     |

### Montpellier
Maire sortant : François Delmas (RI) 1959-1977
- Premier tour

|                 | Liste                               | Nombre de voix | Résultats |           |
|                 | EXG                                 | 1 195          | 1,88 %    |           |
| Georges Frêche  | Union de la gauche (PS-PCF-MRG-PSU) | 27 473         | 43,35 %   | Ballotage |
|                 | ÉCO                                 | 4 062          | 6,41 %    |           |
|                 | SE                                  | 2 312          | 3,64 %    |           |
| François Delmas | Liste de la Majorité (RI/CDS-RPR)   | 28 320         | 44,69 %   | Ballotage |

- Second tour

|                 | Liste                               | Résultats | Sièges  |    |
| Georges Frêche  | Union de la gauche (PS-PCF-MRG-PSU) |           | 52,06 % | 47 |
| François Delmas | Liste de la Majorité (RI/CDS-RPR)   |           | 47,95 % |    |

- Premier tour : Inscrits : 92 253 - Exprimés : 63 362

### Montreuil
Maire sortant : Marcel Dufriche (PCF) 1971-1977
Résultats
- Premier tour

|                 | Liste                                 | Nombre de voix | Résultats |
| Marcel Dufriche | PCF - Union de la gauche (PS-MRG-PSU) | 22 521         | 65,97 %   |
| Moret           | Liste de la Majorité (RPR-RI-CDS)     | 11 613         | 34,02 %   |

### Moulins
Maire sortant : Hector Rolland (UDR/RPR) 1971-1977
Résultats
- Premier tour

|                | Liste                             | Nombre de voix | Résultats |
| Guillaumin     | Union de la gauche (PCF-PS-MRG)   | 5 275          | 44,39 %   |
| Hector Rolland | Union de la Majorité (RPR-CDS-RI) | 6 608          | 55,60 %   |

- Inscrits : 14913 Exprimés : 11957

### Mulhouse
Maire sortant : Émile Muller (UDF/PSD exSFIO) 1956-1977
Résultats
- Premier tour

|                   | Liste                                      | Nombre de voix | Résultats |           |
| Eugène Riedweg    | PS-PCF                                     | 6 705          | 17,10 %   | Ballotage |
| Edouard Boeglin   | MRG                                        | 1 935          | 4,93 %    |           |
| Antoine Waechter  | Ecologistes                                | 5 134          | 13,09 %   | Ballotage |
| Émile Muller      | Liste de la Majorité (MDSF/PSD-RPR-RI-CDS) | 14 673         | 37,43 %   | Ballotage |
| Alphonse Kienzler | Divers de droite                           | 10 754         | 27,43 %   | Ballotage |

- Second tour

|                   | Liste                                      | Nombre de voix | Résultats |  |
| Jean-Marie Bockel | Union de la gauche (PS-PCF)                |                | %         |  |
| Antoine Waechter  | Ecologistes                                |                | %         |  |
| Émile Muller      | Liste de la Majorité (MDSF/PSD-RPR-RI-CDS) |                |           |  |
| Alphonse Kienzler | Divers de droite                           |                | %         |  |

Inscrits : 66153 Exprimés : 39201

### Nancy
Maire sortant : Marcel Martin (Centriste) 1970-1977
Résultats
- Premier tour

|                | Liste                           | Nombre de voix | Résultats |           |
| Viry           | Extrême gauche                  | 3 248          | 8,23 %    |           |
| Gérard Cureau  | Union de la gauche (PS-PCF-MRG) | 11 399         | 28,88 %   | Ballotage |
| Claude Coulais | RI/CDS                          | 15 272         | 38,69 %   | Ballotage |
| Martin         | Liste de la Majorité (RPR)      | 9 544          | 24,18 %   | Retiré    |

- Second tour

|                | Liste                           | Nombre de voix | Résultats |
| Gérard Cureau  | Union de la gauche (PS-PCF-MRG) |                | %         |
| Claude Coulais | RI/CDS                          |                | %         |

### Nanterre
Maire sortant : Yves Saudmont (PCF) 1973-1977
Résultats
- Premier tour

|               | Liste                             | Résultats |
| Yves Saudmont | PCF - Union de la gauche (PS)     | 75,04 %   |
|               | Liste de la Majorité (CDS-RPR-RI) | 24,95 %   |

### Nantes
Maire sortant : André Morice (CR) 1965-1977
Résultats
- Premier tour

|                    | Liste                                | Nombre de voix | Résultats |           |
| Alain Chénard      | Union de la gauche (PS-PCF-MRG-UDB)  | 44 506         | 44,07 %   | Ballotage |
| Philippe Sourdille | Mouvement des démocrates             | 12 285         | 12,16 %   | Retiré    |
| André Morice       | Liste de la Majorité (CR-RPR-CDS-RI) | 44 177         | 43,75 %   | Ballotage |

- Second tour

|                       | Liste                                | Résultats | Sièges                                            |
| Alain Chénard         | Union de la gauche (PS-PCF-MRG-UDB)  | 50,3 %    | 47 (PS : 26, PCF : 15, MRG : 4, DVG : 1, UDB : 1) |
| André Morice (CR-PRV) | Liste de la Majorité (CR-RPR-CDS-RI) | 49,6 %    |                                                   |

### Nevers
Maire sortant : Daniel Benoist (PS) 1971-1977
- Premier tour

|                  | Liste                             | Nombre de voix | Résultats | Sièges             |
| Daniel Benoist   | Union de la gauche (PS-PCF)       | 11 907         | 62,53 %   | 33 (PS 22, PCF 11) |
| Jean-Louis Ramey | Liste de la Majorité (RPR-RI-CDS) | 7 135          | 37,46 %   |                    |

Inscrits : 27558. Exprimés : 19042

### Nice
Maire sortant : Jacques Médecin (RI) 1966-1977
Principaux candidats
- Charles Caressa, liste d’Union de la gauche : Parti communiste français (PCF) - Parti socialiste (PS) - Mouvement radical de gauche (MRG)
- Henri Roubault, liste des Ecologistes et du Mouvement des démocrates (MDD)
- Jacques Médecin, liste de centre droit : Républicains indépendants (RI) - Rassemblement pour la République (RPR) - Centre des démocrates sociaux (CDS)

Résultats (les trois arrondissements)
- Premier tour

|                 | Liste                             | Nombre de voix | Résultats |           |
| Charles Caressa | Union de la gauche (PCF-PS-MRG)   | 56 650         | 40,56 %   | Ballotage |
| Henri Roubault  | ECO-MDD                           | 19 222         | 13,76 %   |           |
| Jacques Médecin | Liste de la Majorité (RI-RPR-CDS) | 63 360         | 45,36 %   | Ballotage |
| Grover          | “Union Royaliste”                 | 421            | 0,30 %    |           |

- Second tour

|                 | Liste                             | Nombre de voix | Résultats |
| Charles Caressa | Union de la gauche (PCF-PS-MRG)   | 71 922         | 49,67 %   |
| Jacques Médecin | Liste de la Majorité (RI-RPR-CDS) | 72 888         | 50,33 %   |

### Nîmes
Maire sortant : Émile Jourdan (PCF) 1965-1977
Résultats
- Premier tour

|                   | Liste                               | Nombre de voix | Résultats | Sièges                                  |
| Émile Jourdan     | Union de la gauche (PCF-PS-PSU-MRG) | 30 615         | 54,59 %   | 41 (PCF 20, PS 13, PSU 3, MRG 2, DVG 3) |
| Michel Grollemund | Liste de la Majorité (RPR-RI-CDS)   | 25 463         | 45,40 %   |                                         |

Inscrits : 78674 Exprimés : 56078

### Niort
Maire sortant : René Gaillard (PS ) 1971-1977
Résultats
- Premier tour

|               | Liste                                        | Nombre de voix | Résultats | Sièges                         |
| René Gaillard | Union de la gauche (PS-PCF-MRG)              | 14 119         | 54,23 %   | 37 (PS 21, PC 9, MRG 4, DVG 3) |
| Lucas         | Liste de la Majorité (MRG dissident-RPR)     | 7 121          | 27,35 %   |                                |
| Châtelain     | Liste de centredroite (Parti Radical-RI-CDS) | 4 794          | 18,41 %   |                                |

Inscrits : 35840 Exprimés : 26034

### Orléans
Maire sortant : René Thinat (PRV) 1971-1977
- Premier tour

|                   | Liste                                 | Résultats |
| Jean-Pierre Sueur | Union de la gauche (PSU-PS-PCF-MRG)   | 47 %      |
| René Thinat       | Liste de la Majorité (RAD-RPR-RI-CDS) | 53 %      |

### Périgueux
Maire sortant : Yves Guéna (UDR/RPR) 1971-1977
Résultats
- Premier tour

|                 | Liste                               | Nombre de voix | Résultats |
| Roger Gorse     | Union de la gauche (PCF-PS-MRG)     | 7 224          | 41,03 %   |
| Claude Guichard | RI                                  | 1 316          | 7,47 %    |
| Yves Guéna      | Union de la Majorité (RPR-CDS-CNIP) | 9 063          | 51,48 %   |

- Inscrits : 22858 Exprimés : 17603

### Poitiers
- Maire sortant : Pierre Vertadier (UDR) 1965-1977

| Liste Parti politique | Liste Parti politique                                                                       | Tête de liste   | Premier tour | Premier tour | Second tour | Second tour | Sièges |
| Liste Parti politique | Liste Parti politique                                                                       | Tête de liste   | Voix         | %            | Voix        | %           | Sièges |
| --------------------- | ------------------------------------------------------------------------------------------- | --------------- | ------------ | ------------ | ----------- | ----------- | ------ |
|                       | Avec Vous Changeons Poitiers - Union de la gauche Parti socialiste (PCF - MRG - PSU)        | Jacques Santrot | 13 910       | 47,18        | 16 805      | 52,49       | 37     |
|                       | Poitiers Chance Nouvelle - Liste de la Majorité Rassemblement pour la République (RI - CDS) | Jacques Grandon | 13 845       | 46,96        | 15 206      | 47,50       | 0      |
|                       | Poitiers avenir Mouvement des démocrates                                                    | Guy Gouiller    | 1 726        | 5,85         |             |             |        |
|                       |                                                                                             |                 |              |              |             |             |        |
| Inscrits              | Inscrits                                                                                    | Inscrits        | 42 297       | 100,00       | 42 297      | 100,00      | 37     |
| Abstentions           | Abstentions                                                                                 | Abstentions     | 12 053       | 28,5         | 9 809       | 23,19       |        |
| Votants               | Votants                                                                                     | Votants         | 30 244       | 71,5         | 32 488      | 76,81       |        |
| Blancs et nuls        | Blancs et nuls                                                                              | Blancs et nuls  | 763          | 2,52         | 477         | 1,47        |        |
| Exprimés              | Exprimés                                                                                    | Exprimés        | 29 481       | 97,48        | 32 011      | 98,53       |        |

### Privas
- Maire sortant : Pierre-Marie Chaix (RI) 1965-1977

| Liste Parti politique | Liste Parti politique                                            | Tête de liste      | Premier tour | Premier tour | Sièges |
| Liste Parti politique | Liste Parti politique                                            | Tête de liste      | Voix         | %            | Sièges |
| --------------------- | ---------------------------------------------------------------- | ------------------ | ------------ | ------------ | ------ |
|                       | Liste de la Majorité Rassemblement pour la République (RI - CDS) | Pierre-Marie Chaix | 2 316        | 56,36        | 23     |
|                       | Union de la gauche Parti socialiste (PCF - MRG - PSU)            | Jacques Champanhet | 1 793        | 43,64        | 0      |
|                       |                                                                  |                    |              |              |        |
| Inscrits              | Inscrits                                                         | Inscrits           | 5 611        | 100,00       | 37     |
| Abstentions           | Abstentions                                                      | Abstentions        | NC           | NC           |        |
| Votants               | Votants                                                          | Votants            | NC           | NC           |        |
| Blancs et nuls        | Blancs et nuls                                                   | Blancs et nuls     | NC           | NC           |        |
| Exprimés              | Exprimés                                                         | Exprimés           | 4 338        | NC           |        |

### Reims
Maire sortant : Jean Taittinger (RPR) 1959-1977
- Premier tour

|                | Liste                             | Résultats |       |
| Claude Lamblin | Union de la gauche (PCF-PS-MRG)   | 51,27 %   | Élu   |
| Jean Falala    | Liste de la Majorité (RPR-RI-CDS) | 48,73 %   | Battu |

### Rennes
- Maire sortant : Henri Fréville (CD), ne se représente pas
- 43 sièges à pourvoir au conseil municipal (population légale 1975 : 198 305 habitants)

|                                                 |                     |                      |              |              |             |             |        |        |  |
| Tête de liste                                   | Tête de liste       | Liste                | Premier tour | Premier tour | Second tour | Second tour | Sièges | Sièges |  |
| Tête de liste                                   | Tête de liste       | Liste                | Voix         | %            | Voix        | %           | CM     |        |  |
|                                                 | Edmond Hervé        | PS-PCF-MRG-UDB-UJP   | 36 161       | 48,57        | 44 578      | 55,85       | 43     |        |  |
| Changeons Rennes ensemble                       |                     |                      | 36 161       | 48,57        | 44 578      | 55,85       | 43     |        |  |
|                                                 | Jean-Pierre Chaudet | RI-CDS-RPR           | 31 593       | 42,43        | 35 235      | 44,15       |        |        |  |
| Rennes vivre ensemble                           |                     |                      | 31 593       | 42,43        | 35 235      | 44,15       |        |        |  |
|                                                 | Daniel Martin       | PSU-Amis de la Terre | 3 967        | 5,33         |             |             |        |        |  |
| Rennes pour l’autogestion socialiste            |                     |                      | 3 967        | 5,33         |             |             |        |        |  |
|                                                 | Raymond Madec       | LO-LCR-OCT           | 1 699        | 2,28         |             |             |        |        |  |
| Pour le socialisme, le pouvoir aux travailleurs |                     |                      | 1 699        | 2,28         |             |             |        |        |  |
|                                                 | Christian Le Moënne | EXG (Maoïste)        | 1 030        | 1,39         |             |             |        |        |  |
| Liste d'unité ouvrière et populaire             |                     |                      | 1 030        | 1,39         |             |             |        |        |  |
|                                                 |                     |                      |              |              |             |             |        |        |  |
| Inscrits                                        | Inscrits            | Inscrits             | 103 605      | 100,00       | 103 218     | 100,00      |        |        |  |
| Abstentions                                     | Abstentions         | Abstentions          | 27 575       | 26,62        | 22 286      | 21,59       |        |        |  |
| Votants                                         | Votants             | Votants              | 76 030       | 73,38        | 80 932      | 78,41       |        |        |  |
| Nuls                                            | Nuls                | Nuls                 | 1 579        | 1,52         | 1 119       | 1,08        |        |        |  |
| Exprimés                                        | Exprimés            | Exprimés             | 74 451       | 71,86        | 79 813      | 77,32       |        |        |  |

### Roubaix
Maire sortant : Victor Provo (SFIO/PS) 1945-1977
Principaux candidats
- Pierre Prouvost (PS), liste de “Union de la gauche” :Parti socialiste (France) (PS), Parti communiste français(PCF)
- André Diligent (CDS), liste de centre-droite Centre des démocrates sociaux (CDS/UDF) - Rassemblement pour la République (RPR) - Républicains indépendants (RI)

Résultats
- Premier tour

|                 | Liste                                 | Nombre de voix | Résultats |
| Pierre Prouvost | Union de la gauche (PS-PCF)           | 20 941         | 53,07 %   |
| André Diligent  | Liste de la Majorité (CDS/UDF-RI-RPR) | 18 514         | 46,92 %   |

- Premier tour : Inscrits : 53010 Exprimés : 39455

### Rouen
Maire sortant : Jean Lecanuet (CD/CDS) 1968-1977
Résultats
- Premier tour

Exprimés : 44769
|                 | Liste                                                        | Résultats |         |
|                 | Extrême gauche (LCR)                                         | 3 358     | 7,5 %   |
| Georges Hélaine | Union de la gauche (PCF-PS-MRG)                              | 17 684    | 39,5 %  |
| Jean Lecanuet   | ”Mieux Vivre à Rouen” Liste de la Majorité (CDS-RPR-RI-CNIP) | 23 697    | 52,93 % |

### Saint-Denis
Maire sortant : Marcelin Berthelot (PCF) 1971-1977
Résultats
- Premier tour

|                    | Liste                             | Nombre de voix | Résultats |
| Marcelin Berthelot | PCF - Union de la gauche (PS-PSU) | 20 515         | 75,51 %   |
| Banse              | Liste de la Majorité (RPR-RI-CDS) | 6 651          | 24,48 %   |

### Saint-Étienne
Maire sortant : Michel Durafour (RAD) 1964-1977
Résultats
- Premier tour

|                    | Liste                               | Nombre de voix | Résultats |           |
| ------------------ | ----------------------------------- | -------------- | --------- | --------- |
| Sigrid Duraj       | LCR-LO                              | 2 369          | 3,20 %    |           |
| Joseph Sanguedolce | Union de la gauche (PCF - PS - MRG) | 33 279         | 44,92 %   | Ballotage |
| Michel Durafour    | RAD-CDS-RI                          | 32 265         | 43,56 %   | Ballotage |
| Bernard Fournier   | RPR                                 | 6 058          | 8,31 %    |           |

- Second tour

|                    | Liste                           | Nombre de voix | Résultats | Sièges |
| ------------------ | ------------------------------- | -------------- | --------- | ------ |
| Joseph Sanguedolce | Union de la gauche (PCF-PS-MRG) | 43,600         | 51,46 %   | 45     |
| Michel Durafour    | RAD-CDS-RI                      | 41,119         | 48,54 %   | -      |

### Saint-Nazaire
Maire sortant : Étienne Caux (SFIO/PS) 1968-1983
Résultats
- Premier tour

|                 | Liste                               | Nombre de voix | Résultats | Sièges                          |
| --------------- | ----------------------------------- | -------------- | --------- | ------------------------------- |
| Étienne Caux    | Union de la gauche (PS-PCF-PSU-UDB) | 18 203         | 58,83 %   | 37 (PS 21, PC 13, PSU 2, UDB 1) |
| Étienne Garnier | Liste de la Majorité (RPR-RI-CDS)   | 12 734         | 41,16 %   |                                 |

- Premier tour : Inscrits : 40854 Exprimés : 30937

### Saint-Quentin
- Maire sortant : Jacques Braconnier (RPR) 1966-1977
- Maire élu: Daniel Le Meur (PCF)

|                 | Daniel Le Meur      | Union de la gauche (PCF-PS) | 15 971 | 52,01  | 37 (19 PCF, 14 PS, 3 DVG, 1 PSU) | 37 |
|                 | Jacques Braconnier* | RPR-CDS/RI                  | 14 739 | 47,99  | 0                                | 37 |
|                 |                     |                             |        |        |                                  |    |
| Exprimés        | Exprimés            | Exprimés                    | 30 710 | 97,04  |                                  |    |
| Blancs et nuls  | Blancs et nuls      | Blancs et nuls              | 937    | 2,96   |                                  |    |
| Total           | Total               | Total                       | 31 647 | 82,57  |                                  |    |
| Abstention      | Abstention          | Abstention                  | 6 681  | 17,43  |                                  |    |
| Inscrits        | Inscrits            | Inscrits                    | 38 328 | 100,00 |                                  |    |
| * maire sortant |                     |                             |        |        |                                  |    |

### Strasbourg
Maire sortant : Pierre Pflimlin (MRP/CDS) 1959-1977
Résultats
- Premier tour

|                 | Liste                             | Nombre de voix | Résultats | Sièges                                          |
| Tucella         | Extrême gauche                    | 3 480          | 4,96 %    |                                                 |
| Trocme          | PS - Union de la gauche (PCF-MRG) | 19 692         | 28,09 %   |                                                 |
| Barrère         | Ecologistes                       | 7 333          | 10,46 %   |                                                 |
| Lauble          | “Action Locale”                   | 2 715          | 3,87 %    |                                                 |
| Pierre Pflimlin | Liste de la Majorité (CDS-RPR-RI) | 36 881         | 52,61 %   | 47 (UDF 24 -Cds 16, PR 5, Rad 3- RPR 16, DVD 7) |

- Premier tour : Inscrits : 117491 Exprimés : 70101

### Tarbes
- Premier tour

|                  | Liste                             | Résultats | Sièges |
| Paul Chastellain | Union de la gauche (PCF-PS-MRG)   | 50,6 %    | 35     |
| Paul Boyrie      | Liste de la Majorité (RI-RPR-CDS) | 49,3 %    | -      |

### Thionville
Résultats
- Premier tour

|               | Liste                       | Nombre de voix | Résultats |           |
| Paul Souffrin | Union de la gauche (PCF/PS) | 9 002          | 49,11 %   | Ballotage |
|               | CDS                         | 5 638          | 30,75 %   | Ballotage |
|               | RI/RPR                      | 3 690          | 20,13 %   | Retiré    |

- Second tour

|               | Liste                       | Nombre de voix | Résultats |
| Paul Souffrin | Union de la gauche (PCF/PS) | 10 321         | 52,32 %   |
|               | CDS                         | 9 402          | 47,67 %   |

### Toulon
- Maire sortant : Maurice Arreckx (RI)
- 43 sièges à pourvoir au conseil municipal (population légale 1975 : 181 801 habitants)

| Tête de liste            | Tête de liste         | Liste        | Premier tour | Premier tour | Second tour | Second tour | Sièges  | Sièges |
| Tête de liste            | Tête de liste         | Liste        | Voix         | %            | Voix        | %           | CM      |        |
| ------------------------ | --------------------- | ------------ | ------------ | ------------ | ----------- | ----------- | ------- | ------ |
|                          | Maurice Arreckx *     | RI           | 24 739       | 30,12        | 43 096      | 55,14       | 43      |        |
|                          |                       |              | 24 739       | 30,12        | 43 096      | 55,14       | 43      |        |
|                          | Aymeric Simon-Lorière | RPR          | 21 285       | 25,91        | Retrait     | Retrait     | Retrait |        |
| Pour l'avenir de Toulon  |                       |              | 21 285       | 25,91        | Retrait     | Retrait     | Retrait |        |
|                          | Danielle de March     | PCF-PS diss. | 19 443       | 23,67        | 35 064      | 44,86       |         |        |
|                          |                       |              | 19 443       | 23,67        | 35 064      | 44,86       |         |        |
|                          | Antoine Sanguinetti   | CNGO-PS      | 10 790       | 13,14        |             |             |         |        |
|                          |                       |              | 10 790       | 13,14        |             |             |         |        |
|                          | Odette Colin          | ECO          | 3 498        | 4,26         |             |             |         |        |
|                          |                       |              | 3 498        | 4,26         |             |             |         |        |
|                          | Henri-Gilbert Arion   | DVD          | 2 371        | 2,88         |             |             |         |        |
|                          |                       |              | 2 371        | 2,88         |             |             |         |        |
|                          |                       |              |              |              |             |             |         |        |
| Inscrits                 | Inscrits              | Inscrits     | 116 505      | 100,00       | 116 488     | 100,00      |         |        |
| Abstentions              | Abstentions           | Abstentions  | 33 358       | 28,63        | 35 472      | 30,45       |         |        |
| Votants                  | Votants               | Votants      | 83 147       | 71,37        | 81 016      | 69,55       |         |        |
| Nuls                     | Nuls                  | Nuls         | 1 021        | 0,87         | 2 856       | 2,45        |         |        |
| Exprimés                 | Exprimés              | Exprimés     | 82 126       | 70,49        | 78 160      | 67,09       |         |        |
| * Liste du maire sortant |                       |              |              |              |             |             |         |        |

### Toulouse
Maire sortant : Pierre Baudis (Centriste) 1971-1977
Résultats (tous les arrondissements)
- Premier tour

|               | Liste                             | Nombre de voix | Résultats |           |
|               | LCR                               | 2 546          | 1,90 %    |           |
| Desideri      | PSU                               | 5 342          | 3,98 %    |           |
| Alain Savary  | Union de la gauche(PS-PCF-MRG)    | 61 298         | 45,77 %   | Ballotage |
|               | DVD                               | 2 434          | 1,81 %    |           |
| Pierre Baudis | Liste de la Majorité (RI-CDS-RPR) | 62 281         | 48,43 %   | Ballotage |

- Second tour

|               | Liste                             | Nombre de voix | Résultats |
| Alain Savary  | Union de la gauche (PS-PCF-MRG)   |                | %         |
| Pierre Baudis | Liste de la Majorité (RI-CDS-RPR) |                | %         |

- Premier tour Inscrits : 202216. Exprimés : 133874

### Tours
Maire sortant : Jean Royer (DVD) 1959-1977
Résultats
- Premier tour

|               | Liste                                  | Nombre de voix | Résultats |
| Roux          | EXG                                    | 2 143          | 4,18 %    |
| Paul Lussault | UG (PS-PCF-MRG)                        | 16 684         | 32,55 %   |
| Didier        | ECO                                    | 2 998          | 5,84 %    |
| Jean Royer    | Union de la Majorité (RPR-CDS-RI-CNIP) | 29 426         | 57,41 %   |

- Inscrits : 77 760 - Exprimés : 51 251

### Troyes
Maire sortant : Robert Galley (UDR/RPR) 1972-1983
Résultats
- Premier tour

|               | Liste                             | Nombre de voix | Résultats |
| Tony Dreyfus  | Union de la gauche (PS-PCF-MRG)   | 11 695         | 45,40 %   |
| Robert Galley | Union de la Majorité (RPR-CDS-RI) | 14 062         | 54,59 %   |

- Premier tour : Inscrits : 37071 Exprimés : 25757

### Valence
- Maire sortant : Roger Ribadeau-Dumas (RPR)
- Maire élu : Rodolphe Pesce (PS)

| Liste Parti politique | Liste Parti politique                                            | Tête de liste        | Premier tour | Premier tour | Sièges |
| Liste Parti politique | Liste Parti politique                                            | Tête de liste        | Voix         | %            | Sièges |
| --------------------- | ---------------------------------------------------------------- | -------------------- | ------------ | ------------ | ------ |
|                       | Union de la gauche Parti socialiste (PCF - MRG)                  | Rodolphe Pesce       | 15 677       | 55,25        | 37     |
|                       | Liste de la Majorité Rassemblement pour la République (RI - CDS) | Roger Ribadeau-Dumas | 12 698       | 44,75        | 0      |
|                       |                                                                  |                      |              |              |        |
| Inscrits              | Inscrits                                                         | Inscrits             | 37 546       | 100,00       | 37     |
| Abstentions           | Abstentions                                                      | Abstentions          | NC           | NC           |        |
| Votants               | Votants                                                          | Votants              | NC           | NC           |        |
| Blancs et nuls        | Blancs et nuls                                                   | Blancs et nuls       | NC           | NC           |        |
| Exprimés              | Exprimés                                                         | Exprimés             | 28 375       | NC           |        |

### Valenciennes
Maire sortant : Pierre Carous (RPR) 1947-1977
Résultats
- Premier tour

|               | Liste                                  | Nombre de voix | Résultats |
| Poulain       | Union de la gauche (PCF-PS)            | 8 380          | 42,05 %   |
| Pierre Carous | Union de la Majorité (RPR-CDS-RI-CNIP) | 11 548         | 57,94 %   |

- Inscrits : 25734 Exprimés : 19928

### Vannes
Maire sortant : Raymond Marcellin (RI) 1965-1977
Résultats
- Premier tour

|                | Liste                             | Résultats |           |
| Olivier        | Union de la gauche (PS–PCF-MRG)   | 39,33 %   | Ballotage |
| Guiller- Cheve | Action locale                     | 15,21 %   |           |
| Paul Chapel    | Liste de la Majorité (RI-CDS-RPR) | 45,45 %   | Ballotage |

- Second tour

|             | Liste                             | Résultats |
| Olivier     | Union de la gauche (PS–PCF-MRG)   | 49,5 %    |
| Paul Chapel | Liste de la Majorité (RI-CDS-RPR) | 50,5 %    |

### Vénissieux
- Maire sortant : Marcel Houèl (PCF) 1962-1977

Résultats
- Premier tour

|              | Liste                             | Nombre de voix | Résultats | Sièges                         |
| ------------ | --------------------------------- | -------------- | --------- | ------------------------------ |
|              | EXG                               |                | %         |                                |
| Marcel Houèl | Union de la gauche (PCF-PS-MRG)   | 14 308         | 70,24 %   | 37 (PC 28, PS 6, MRG 2, DVG 1) |
| Barois       | Liste de la Majorité (RPR-CDS-RI) | 4 060          | 19,93 %   |                                |

Inscrit  s: 31735 Exprimés : 20370

### Villeurbanne
Maire sortant : Étienne Gagnaire (PSD, PS dissident) 1954-1977
Résultats
- Premier tour

|                  | Liste                                                         | Nombre de voix | Résultats |           |
| Piras            | EXG                                                           | 890            | 2,38 %    |           |
| René Desgrand    | PCF                                                           | 9 884          | 26,49 %   | Retiré    |
| Charles Hernu    | "Union pour la gestion démocratique de Villeurbanne” (PS-MRG) | 10 968         | 29,39 %   | Ballotage |
| Beudot           | Mouvement des démocrates                                      | 1 200          | 3,21 %    |           |
| Bardy            | Divers                                                        | 2 204          | 5,90 %    |           |
| Étienne Gagnaire | PSD-CDS-RPR-RI                                                | 12 161         | 32,59 %   | Ballotage |

- Second tour

|                  | Liste                                                         | Nombre de voix | Résultats | Sièges                   |
| ---------------- | ------------------------------------------------------------- | -------------- | --------- | ------------------------ |
| Charles Hernu    | "Union pour la gestion démocratique de Villeurbanne” (PS-MRG) |                | 59,86 %   | 41 (PS 37, MRG 3, DVG 1) |
| Étienne Gagnaire | PSD-CDS-RPR-RI                                                |                | 40,13 %   |                          |